# 2378 Pannekoek
A 2378 Pannekoek (ideiglenes jelöléssel 1935 CY) a Naprendszer kisbolygóövében található aszteroida. Hendrik van Gent fedezte fel 1935. február 13-án.